# Digital Devil Saga: Avatar Tuner
Digital Devil Saga: Avatar Tuner (Digital Devil Saga アバタール・チューナー) là trò chơi điện tử thể loại nhập vai của hệ PlayStation 2 do Atlus phát triển và phát hành. Trò chơi là phiên bản ngoại truyện của dòng Shin Megami Tensei. Điểm khác biệt lớn nhất của Digital Devil Saga và Shin Megami Tensei là trong phiên bản này thay vì triệu hồi các quái vật để chiến đấu thì các nhân vật chính chính là quái vật. Trò chơi đã phát hành vào ngày 15 tháng 7 năm 2004 tại Nhật Bản, còn trên thị trường quốc tế thì trò chơi còn được biết với tên Shin Megami Tensei: Digital Devil Saga.
Trò chơi lấy bối tại một thế giới đã bị hủy diệt các nền văn minh chỉ còn là một đống đổ nát, mặt trời biến thành màu đen, hóa đá mọi sinh vật chạm vào ánh sáng của nó. Chỉ có các quái vật là có thể tồn tại trong ánh sáng này nhưng các quái vật này chính là con người hóa thành. Dưới ánh sáng của mặt trời đen các quái vật luôn luôn đói và tìm cách ăn lẫn nhau cũng như những người còn sống sót sau ngày tận thế đang ẩn nấp trong các khu vực khác nhau. Cốt truyện xoay quanh một nhóm chiến binh có sức mạnh của các quái vật trong người dù cũng bị cơn đói đeo bám nhưng không đến mức mất trí ăn lẫn nhau hay ăn những người xung quanh mà sử dụng sức mạnh đó để chiến đấu và ăn kẻ thù. Nhóm quyết định đi cứu một thành viên người mà giọng hát của cô có thể làm các quái vật quên đi cơn đói và trở lại thành người cũng như tìm một thế giới huyền thoại để loài người có thể bắt đầu lại từ đầu.
Trò chơi đã nhận được các đánh giá tích cực và phiên bản tiếp theo của trò chơi là Digital Devil Saga: Avatar Tuner 2 đã phát hành vào ngày 27 tháng 1 năm 2005.

## Phát triển
Digital Devil Saga được thực hiện như một phần để cho người chơi hiểu rõ hơn về bối cảnh của dòng Megami Tensei nhưng "Vẫn có đặc điểm riêng của nó". Giá trị sản xuất của trò chơi khá cao do có dàn diễn viên lồng tiếng nổi tiếng cũng như các đoạn phim cắt cảnh chi tiết cũng như cử động môi của nhân vật được chăm chút sao cho khớp với lời nói. Cơ chế chiến đấu cũng đã được thực hiện sao cho dễ chịu hơn so với trò Shin Megami Tensei: Nocturne. Việc thiết kế các quái vật do Kaneko Kazuma đảm nhiệm.

## Âm nhạc
Meguro Shōji đã thực hiện việc soạn hầu hết các bản nhạc dùng cho trò chơi, Tsuchiya Kenichi thì tham gia soạn năm bản nhạc. Bài hát chủ đề mở đầu của trò chơi có tựa Pray do Kuwashima Houkou người lồng tiếng cho nhân vật Sera trình bày. Frontier Works đã phát hành album chứa các bản nhạc vào ngày 24 tháng 9 năm 2004.

## Đón nhận
Digital Devil Saga: Avatar Tuner đã nhận được các đánh giá tích cực. Travis Dwyer tại Gaming Age đã gọi cốt truyện của trò chơi là "Đáng nhớ" và "Rất cần thiết giúp việc tăng tốc độ thay đổi" của các trò chơi nhập vai, trong khi hệ thống chiến đấu đã "được chứng minh". Bethany Massimilla tại GameSpot cũng khen hệ thống chiến đấu cũng như thế giới hấp dẫn của trò chơi nhưng cũng phàn nàn về tỷ lệ các trận chiến ngẫu nhiên "Dày đặc đến nỗi vô lý" cũng như kết thúc của trò chơi quá lưng chừng.
G4TV đã trao cho trò chơi danh hiệu Trò chơi nhập vai hay nhất năm 2005 của X-Play.